# Rathaus Neunkirchen (Niederösterreich)

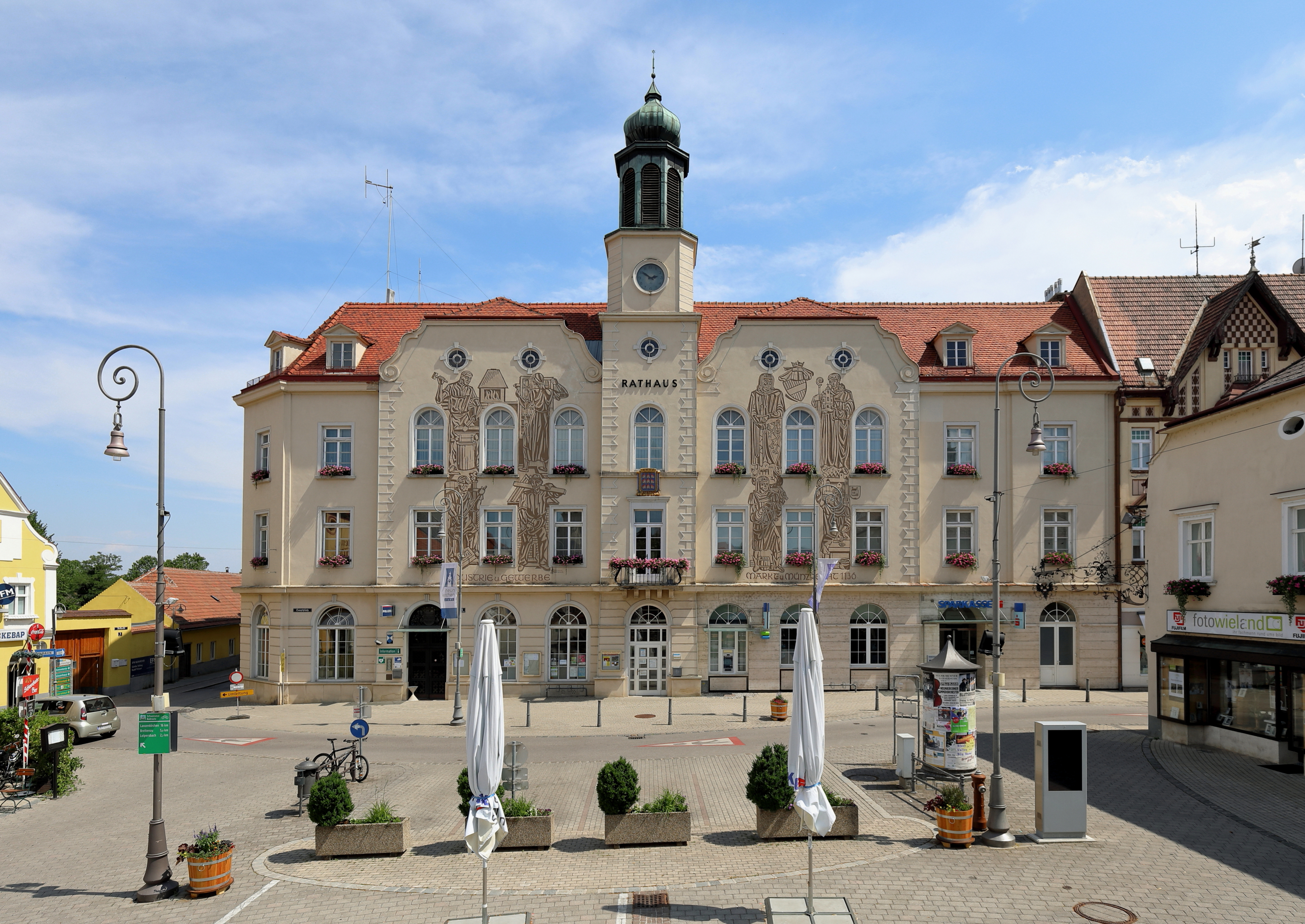
Rathaus von Neunkirchen

Das Rathaus Neunkirchen der Stadt Neunkirchen in Niederösterreich steht am Hauptplatz 1. Das Gebäude steht unter Denkmalschutz (Listeneintrag).
Der ursprüngliche Vorgängerbau wurde zwischen 1889 und 1891 an der südöstlichen Häuserfront des Hauptplatzes im späthistoristischen Stil errichtet. 1945 fiel der Komplex einem Brand zum Opfer. Von 1948 bis 1950 wurde nach den Plänen des Architekten Leo Kammel im Ausmaß des Vorgängerbaues ein dreigeschoßiges Rathaus wiederaufgebaut. Das Gebäude mit einer Doppelgiebelfassade trägt einen Fassadenturm. Das monumentale Sgraffitodekor Industrie und Gewerbe und Verleihung von Marktrecht und Münzrecht im Jahre 1150 wurde von den Malern Fritz Weninger und Karl Steiner gemalt.